# Anatoli de Beirut
|  | Per a altres significats, vegeu «Anatoli de Beirut (governador)». |

Anatoli de Beirut (en llatí Anatolius, en grec Ἀνατόλιος) (? - 557, Constantinoble) va ser un professor de lleis de Beirut. Justinià I l'esmenta amb el títols vir illustris, magister, i el situa entre els que van compilar el Digesta; es mencionen també el seu pare Leontius i el seu avi Eudoxius com a juristes ("optimam sui memoriam in legibus reliquerunt"). Va escriure notes al Digesta i un comentari del Codi de Justinià. La Constitutio Omnem (un dels prefacis del Digest) porta la data 533 i està dirigida entre d'altres a Anatoli. Va exercir altres feines: advocatus fisci, un dels majores judices (nomenat per Justinià), cònsol, i curator divinae domus et rei private. Va ser impopular en l'exercici de les seves funcions oficials perquè es va quedar, amb l'excusa de confiscacions imperials, amb béns dels difunts en lloc dels hereus. Va morir el 557 en un terratrèmol quan era temporalment a Constantinoble.